# Automeris eogena
Automeris eogena är en fjärilsart som beskrevs av Felder 1874. Automeris eogena ingår i släktet Automeris och familjen påfågelsspinnare. Inga underarter finns listade i Catalogue of Life.